# پایگاه هوایی الیتاک
پایگاه هوایی الیتاک (به انگلیسی: Alitak Seaplane Base) یک فرودگاه همگانی بهره‌برداری هوایی با کد یاتا ALZ است که یک باند فرود آب دارد و طول باند آن ۳۰۴۸ متر است. این فرودگاه در کشور ایالات متحده آمریکا قرار دارد و در ارتفاع ۰ متری از سطح دریا واقع شده است.